# Alan Pérez
Alan Pérez Lezaun (Zurucuáin, 15 de julio de 1982) es un ciclista español.
Debutó como ciclista profesional en 2005 con el equipo Orbea. Su resultado más destacado es un segundo puesto en una etapa del Giro de Italia 2008 ya en el equipo Euskaltel-Euskadi.
El 19 de septiembre de 2012 anunció su retirada del ciclismo tras ocho temporadas como profesional y con 30 años de edad.

Es sobrino de Roberto Lezaun, también ciclista profesional. 

## Palmarés
2004
- 1 etapa de la Vuelta a Navarra

## Resultados en Grandes Vueltas
Durante su carrera deportiva consiguió los siguientes puestos en las Grandes Vueltas:
| Carrera | Carrera         | 2005 | 2006 | 2007 | 2008 | 2009  | 2010  | 2011 | 2012 |
| ------- | --------------- | ---- | ---- | ---- | ---- | ----- | ----- | ---- | ---- |
|         | Giro de Italia  | —    | —    | —    | 72.º | —     | —     | —    | —    |
|         | Tour de Francia | —    | —    | —    | —    | F. c. | 129.º | 94.º | —    |
|         | Vuelta a España | —    | —    | 94.º | 69.º | 92.º  | —     | —    | —    |

—: No participa

F. c.: descalificado por "fuera de control"

## Equipos
- Orbea (2005)
- Euskaltel-Euskadi (2006-2012)